# Gandsassar Kapan
Gandsassar Kapan (armenisch Գանձասար-Կապան ՖԱ) ist ein armenischer Fußballverein aus Kapan, der zurzeit in der Bardsragujn chumb spielt. Das Stadion Lernagorz fasst 3500 Zuschauer.

## Geschichte
Der Verein spielte zunächst nur unterklassig. 2004 wurde der Aufstieg knapp verpasst, ein Jahr später wurde mit dem dritten Platz der zweiten Liga der Relegationsplatz erreicht. Zwar wurde das Spiel gegen FC Schirak Gjumri deutlich mit 1:5 verloren, der Verband entschied jedoch, die Liga auf zehn Mannschaften aufzustocken. Jedoch wurde später Eriwan United und Esteghlal-Kotajk Abowjan die Lizenz entzogen, so dass in der ersten Erstligasaison des Klubs doch nur acht Mannschaften antraten.
Mit sieben Punkten Vorsprung auf den FC Ulisses Jerewan, den Tabellenletzten, der in der Relegation antreten musste, gelang der Klassenerhalt.
Am 3. November 2020 gab der Verein bekannt, dass sich aufgrund der alhaltenden finanziellen Engpässe im Zusammenhang mit der COVID-19-Pandemie in Armenien und dem Bergkarabachkonflikt aus der armenischen Bardsragujn chumb und dem Pokal zurückziehen.

## Vereinsänderungen
- 1935 – Lernagorts Kapan
- 1990 – FK Kapan
- 1991 – FK Syunik Kapan
- 1992 – FA Syunik Kapan
- 1995 – FA Kapan 81
- 1997 – FA Lernagorts Kapan
- 2004 – FA Lernagorts-Ararat Kapan (+ FA Ararat Jerewan)
- 2004 – FA Gandzasar Kapan (nach Lösung der Fusion)

## Europapokalbilanz

Traditionelles Logo

| Saison  | Wettbewerb         | Runde                  | Gegner               | Gesamt    | Hin     | Rück    |
| ------- | ------------------ | ---------------------- | -------------------- | --------- | ------- | ------- |
| 2009/10 | UEFA Europa League | 2. Qualifikationsrunde | NAC Breda            | 0:8       | 0:6 (A) | 0:2 (H) |
| 2012/13 | UEFA Europa League | 1. Qualifikationsrunde | EB/Streymur          | (a)3:3(a) | 1:3 (A) | 2:0 (H) |
| 2012/13 | UEFA Europa League | 2. Qualifikationsrunde | Servette Genf        | 1:5       | 0:2 (A) | 1:3 (H) |
| 2013/14 | UEFA Europa League | 1. Qualifikationsrunde | FK Aqtöbe            | 2:4       | 1:2 (H) | 1:2 (A) |
| 2017/18 | UEFA Europa League | 1. Qualifikationsrunde | FK Mladost Podgorica | 0:4       | 0:1 (A) | 0:3 (H) |
| 2018/19 | UEFA Europa League | 1. Qualifikationsrunde | Lech Posen           | 2:3       | 0:2 (A) | 2:1 (H) |

Gesamtbilanz: 12 Spiele, 2 Siege, 10 Niederlagen, 8:27 Tore (Tordifferenz −19)